# NGC 2463
NGC 2463 este o galaxie eliptică situată în constelația Linxul. A fost descoperită în 10 februarie 1831 de către John Herschel. Se află la o distanță de 115,86 megaparseci de Pământ.